# 圣马丁拉布瓦勒
圣马丹拉布瓦勒（法語：Saint-Martin-Labouval，法語發音：[sɛ̃ maʁtɛ̃ labuval]）是法国洛特省的一个市镇，属于卡奥尔区。

## 地理
圣马丹拉布瓦勒（44°27'54"N, 1°44'0"E）面积13.49 平方千米，位于法国奧克西塔尼大區洛特省，该省份为法国西南部内陆省份，北起顺时针与科雷兹省、康塔爾省、阿韦龙省、塔恩-加龙省、洛特-加龍省和多尔多涅省接壤。
与圣马丹拉布瓦勒接壤的市镇（或旧市镇、城区）包括：卡尔维尼亚克、塞讷维耶尔、拉尔纳戈勒、塞莱河畔索利亚克、图尔德福尔。
圣马丹拉布瓦勒的时区为UTC+01:00、UTC+02:00（夏令时）。

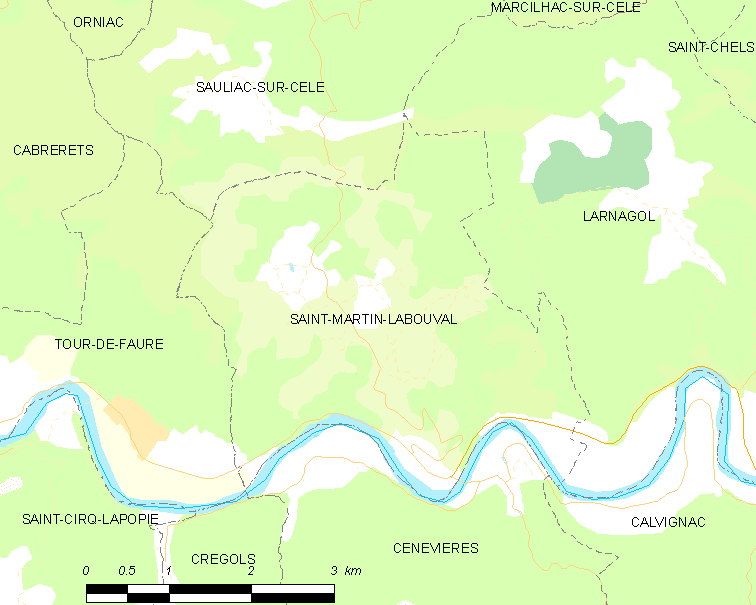
圣马丹拉布瓦勒的OSM定位图

## 行政
圣马丹拉布瓦勒的邮政编码为46330，INSEE市镇编码为46276。

## 政治
圣马丹拉布瓦勒所属的省级选区为科斯与谷地县。

## 人口

1962-2008年间圣马丹拉布瓦勒人口变化图示

圣马丹拉布瓦勒于2022年1月1日时的人口数量为196人。